# Posch Gyula (bankár)
Posch Gyula  (Budapest, 1878. november 29. – Budapest, 1946. február 4.) ügyvéd, bankár, 1943 és 1944 között a Magyar Nemzeti Bank elnöke volt.

## Életpálya
A budapesti, majd lipcsei és berlini egyetemen jogot végzett. Két évtizedes ügyvédi gyakorlat után pénzintézeti tevékenységét a Pesti Hazai Első Takarékpénztárnál 1921-ben kezdte meg, 1928-tól ugyanennek az intézménynek az ügyvivő igazgatója lett. 1935-ben a Pénzintézeti Központ vezérigazgatójává nevezték ki, majd 1943-ban elvállalta a Magyar Nemzeti Bank elnöki posztját. A nyilasok hatalomra jutása után, 1944. okt. 18-án állásáról lemondott. Közgazdasági és jogi tanulmányai a Jogállam és a Jogtudományi Közlöny c. folyóiratokban jelentek meg. 